# Pierre Poschet
Pierre Joseph Nicolas Poschet (Chimay, 1 januari 1780 - 1 mei 1854) was een Belgisch volksvertegenwoordiger.

## Levensloop
Pierre was een zoon van de eigenaar van hoogovens Humbert Poschet en van Marie-Anne Jacquier. Hij trouwde met Henriette Ranscelot.
Hij was zelf ook 'maître de forges', eigenaar van de hoogovens van Momignies.
In 1831 werd hij verkozen tot katholiek volksvertegenwoordiger voor het arrondissement Thuin en vervulde dit mandaat tot in 1834.